# Vaga general de 1976 a Sabadell
La vaga general política de 1976 a Sabadell va ser la primera vaga general de la transició democràtica a l'estat espanyol. El detonant de la vaga va ser la repressió policial a una manifestació per l'ensenyament públic el 13 de febrer i el rerefons era el manteniment de l'administració franquista i les males condicions laborals. Les primeres aturades van començar el 17 de febrer i el 23 de febrer la vaga va ser general, vaga que es va mantenir fins al dia 26.

### Detonant: la repressió a una manifestació d'ensenyament
El 9 de febrer el sector educatiu (EGB, BUP, FP) va iniciar aturades per demanar l'ensenyament públic i gratuït, millores salarials i drets sindicals. Durant tres dies a partir del dia 11 unes 500 persones –mestres però sobretot mares i nens– es van concentrar a la plaça de Sant Roc. El dia 13 la policia nacional va carregar contra les famílies concentrades i diversos infants van haver de ser hospitalitzats. Davant la indignació per aquests fets una assemblea reunida a l'església de Sant Fèlix va decidir convocar una manifestació per al dia 19. Una comissió de mestres i pares va demanar de reunir-se amb l'alcalde Josep Borrull, però aquest ho va refusar. Les associacions de veïns van fer un comunicat de condemna i es va rebre el suport del grup Captaires de la Pau. Comissions Obreres es va afegir a la convocatòria de manifestació i va convocar també a la vaga general per al mateix dia 19. El dia 17 al sector de la construcció de la província de Barcelona ja hi havia aturades i la Unión de Trabajadores y Técnicos (UTT) del Sindicat Vertical, penetrada per l'oposició, va convocar convocat una vaga en defensa del conveni del sector llaner per al mateix dia 19.
El 19 de febrer, el professor d'anglès David Wilson morí a conseqüència de l'impacte d'una pilota de goma de la policia mentre es trobava a l'aula on feia classe. El mateix dia, un miler de persones es concentren davant del restaurant La Mata a la carretera de Barcelona i parteixen en manifestació fins a la plaça Marcet, on són dissolts per la policia. Un altre grup de manifestants és interceptat al carrer Martí Trias i es produeixen diversos ferits. A la Rambla Arraona se succeeixen els enfrontaments i s'aixequen barricades. Aquesta mateixa nit el torn nocturn de UH declara una aturada total que a l'endemà s'estén a la resta de la plantilla i llancen la convocatòria de vaga general per al dia 23.
El 20 de febrer nombroses empreses com ASEA / CES, ABB, TYCSA, Mykalor, Utillatges Boy, Tallers Fontanet, Tallers Sala Ramoneda o Indústries Troquel es declaren en vaga. A la tarda, 1.500 treballadors es reuneixen a l'església de Ca n'Oriac i convoquen a la ciutadania a una vaga general per al dia 23 de gener contra la repressió, l'amnistia, per la llibertat i la democràcia. El 22 de febrer representants dels sindicats CCOO, USO i Plataformes Anticapitalistes es reuneixen al bosc de Sant Julià d'Altura i se sumen a la convocatòria de vaga general.

### Vaga total
El 23 de febrer la ciutat es fa de dia paralitzada. Totes les empreses de construcció, nombroses fàbriques, escoles, instituts així com molts comerços i bars dels barris secunden la convocatòria de vaga general, total i indefinida. Paral·lelament, la policia deté els sindicalistes Juan Escandell, Manuel García i Víctor Santos a la Via Alexandra i a 11 treballadors de Foment de Dragados i Construccions a Ciutat Badia. Mentrestant, a la seu del sindicat vertical, es constitueix la Comissió Interrams, formada per 19 enllaços sindicals, la majoria de CCOO, un d'USO i un altre d'UGT, qui serien els encarregats de dirigir la vaga. A la tarda, se celebra una assemblea d'un miler de persones que demana a les autoritats municipals el Pavelló Municipal d'Esports per a realitzar les assemblees. A les 19h se celebra a l'església de Ca n'Oriac una assemblea de 400 treballadors de la Construcció que parteixen en manifestació cap al centre de la ciutat on són violentament dissolts per la policia.
A la 1,30h de el 24 de febrer, els membres de la Comissió Interrams es reuneixen amb l'alcalde Burrull que es compromet a concertar una reunió amb el governador civil, Salvador Sánchez Terán. Tota una victòria política ja que implica el reconeixement de la legitimitat política dels vaguistes. També li demanen la immediata posada en llibertat dels detinguts i la cessió d'un equipament municipal per a realitzar les assemblees sense la intervenció de la policia. A les 20h, es reuneixen els representants de la Comissió Interrams, amb el governador civil, Sánchez Terán, l'alcalde Burrull i el delegat provincial dels Sindicats, Enrique Riverola.
Al 25 de febrer, piquets de vaguistes es presenten a l'empresa Transportes Urbanos Martí i aconsegueixen que els seus treballadors se sumin a la vaga, a l'igual que faran taxistes, escombriaires i molts comerços de centre. En aquesta jornada es convoquen manifestacions de solidaritat a la Universitat Autònoma, Cerdanyola, Sant Cugat, Barberà i Polinyà. També es realitza una multitudinària assemblea de 10.000 persones al Pavelló d'Esports i són detinguts els treballadors Andrés Manuel Pérez i Francisco Parrilla. Els informatius de TVE xifren en 45.000 els treballadors en vaga a Sabadell que el Sindicat Vertical redueix a 27.275. A la tarda, es reuneixen representants de la Cambra de Comerç i el Gremi de Fabricants amb el governador civil i els primers acusen l'alcalde dels esdeveniments i li demanen implícitament la seva dimissió. A més s'elabora una estratègia per aturar la vaga. Així, aquesta mateixa nit la policia envolta al Pavelló d'Esports per impedir l'assemblea dels treballadors i aquests decideixen marxar per reunir-se a l'endemà.
El 26 de febrer, les autoritats han pressionat perquè obrin les fleques i funcionin els transports públics. Al matí, la policia continua impedint l'entrada al Pavelló d'Esports. La resposta de milers de treballadors i ciutadans va ser dirigir-se, en enormes riuades humanes, a les Pistes d'Atletisme, on al migdia es congreguen unes 30.000 persones. A la multitudinària assemblea es marca l'objectiu que la vaga no acabarà fins a l'alliberament dels detinguts i es coreja la consigna: "Burrull dimiteix, el poble no t'admet". A les 18h compareixen, acompanyats pel seu advocat Antoni Farrés, vuit dels onze treballadors detinguts, es llegeix una carta on s'informa que està tramitant la llibertat als tres restants i del compromís de l'Ajuntament de pagar la seva fiança. D'aquesta manera, es decideix desconvocar la vaga. Aquesta mateixa tarda Burrull es presenta per última vegada en el ple municipal per anunciar la designació de Ricardo Royo com a alcalde accidental mentre ell s'aparta temporalment de l'activitat municipal que, de fet, serà definitiva.
El 27 de febrer Sabadell comença a recuperar la normalitat i a l'endemà el Comitè Local de el PSUC es presenta públicament en un restaurant de la ciutat. L'1 març, sota l'amenaça de convocar de nou la vaga, l'Ajuntament es fa càrrec de les fiances tres dels detinguts que surten en llibertat. El 7 d'abril són posats en llibertat els dos últims detinguts que havien estat processats per la jurisdicció militar.
El periodista Xavier Vinader va escriure una crònica dels fets, que duu per nom Quan els obrers van ser els amos.